# Harold Lloyd

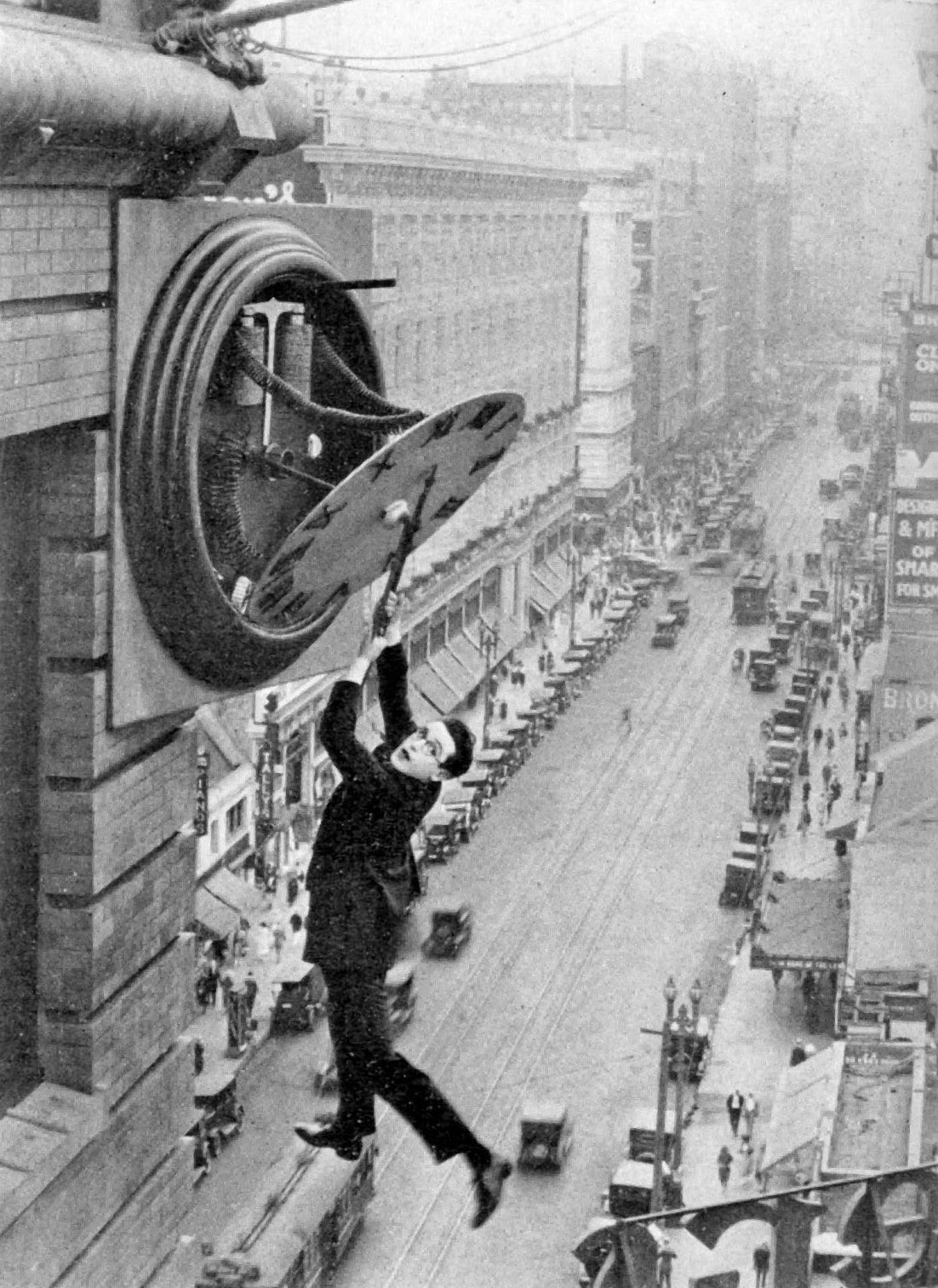
Harold Lloyd a Safety Last! (1923)

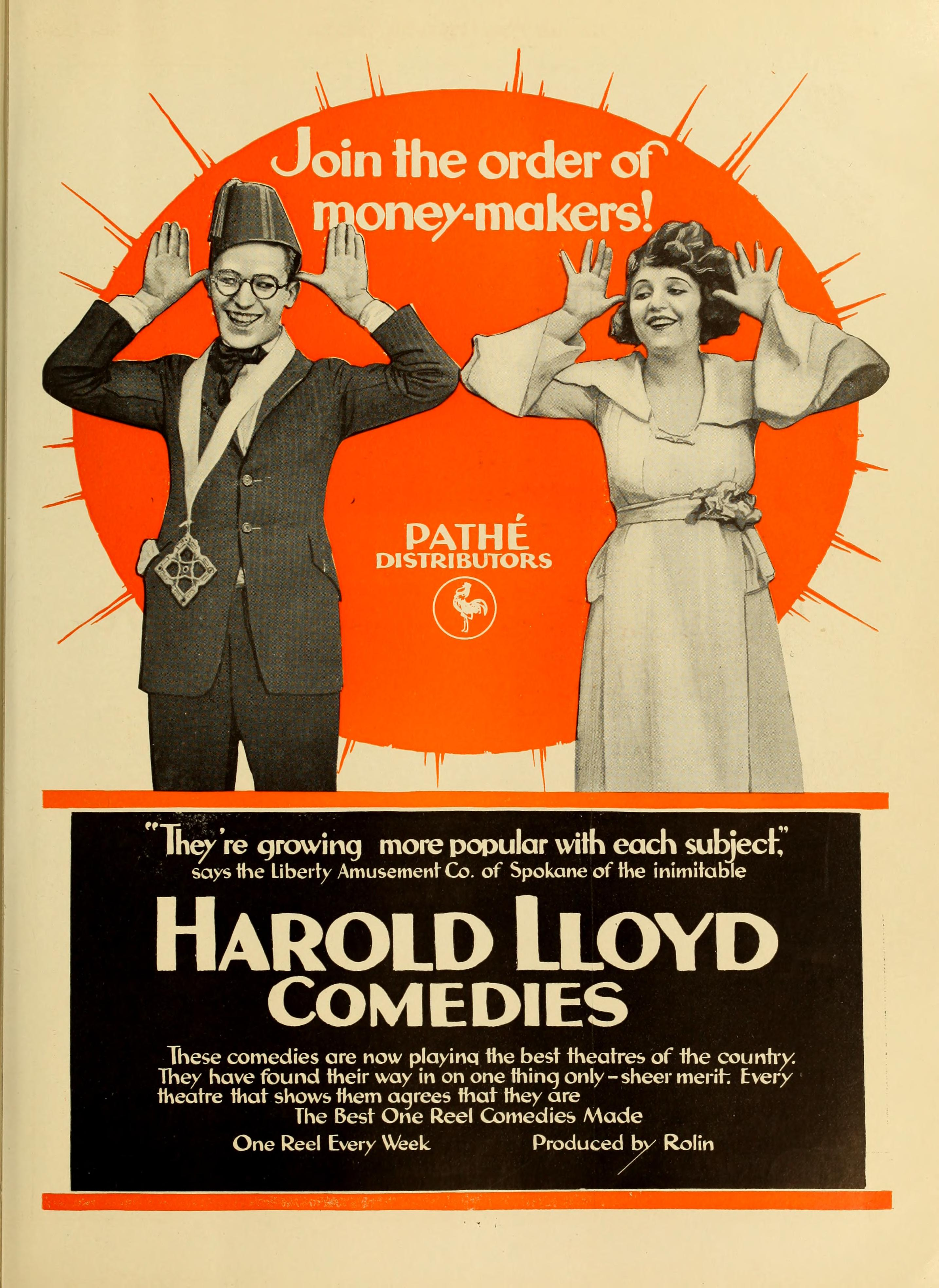
Anunci (1919)

Harold Clayton Lloyd (Burchard, Nebraska, 20 d'abril del 1893 - Beverly Hills, Califòrnia, 8 de març del 1971) va ser un actor i productor de pel·lícules estatunidenc, va ser especialment famós per les seves comèdies durant el període del cinema mut.
Harold Lloyd junt amb Charlie Chaplin i Buster Keaton va estar entre els actors més populars del seu temps. Lloyd va fer prop de 200 pel·lícules, tant mudes com parlades entre els anys de 1914 a 1947.
En les seves pel·lícules ja hi havia efectes especials i escenes d'habilitat física per les quals se'l recorda encara actualment. Harold Lloyd penjat d'un rellotge per les busques sobre el carrer a la pel·lícula Safety Last! és una de les imatges clàssiques del cinema de tots els temps. Malgrat que Lloyd havia perdut dos dits (el polze i l'índex) en un accident durant el rodatge de la pel·lícula de 1919 Haunted Spooks va actuar sense que el doblessin en les escenes de perill.
Encara que les seves pel·lícules no van tenir tant èxit comercial com les de Charlot, Lloyd va fer més pel·lícules i va guanyar més diners que aquest últim (a la dècada de 1920).
Harold Lloyd va rebre un Oscar honorífic el 1953. També té dues estrelles al famós Passeig de la Fama de Hollywood. El 1994 es va emetre un segell amb la seva efígie.

## Biografia
Els seus pares eren gal·lesos. Els seus pares es van divorciar quan ell era encara un vailet i Harold va escollir viure amb el seu pare. Es van traslladar a Omaha, on Harold va tenir la seva primera experiència amb el món del teatre en una companyia local, i a partir de 1912 a San Diego, Califòrnia. Allà Harold va treballar actuant a la companyia cinematogràfica de Thomas Edison i després, entre 1915 i 1919, amb la companyia de Hal Roach.
En les seves primeres pel·lícules Lloyd imitava frenèticament a Chaplin.
Cap a 1918, Lloyd van desenvolupar la seva manera pròpia d'interpretar en la que portar ulleres era una característica essencial (Glass Character).
A partir de 1921, Roach i Lloyd van passar a fer llargmetratges.
Lloyd i Roach es van separar el 1924, i Lloyd esdevingué un productor independent de les seves pròpies pel·lícules, dins la seva companyia The Harold Lloyd Film Corporation, com van ser Girl Shy, The Freshman, The Kid Brother, i Speedy, la seva última pel·lícula muda va ser Welcome Danger de la qual després es va fer la versió sonora.
En l'època de cinema sonor va treballar també per a Paramount Pictures i Twentieth Century-Fox i cap a la dècada de 1940 per a RKO Radio Pictures.
El 1953, Lloyd va rebre un Oscar honorífic per a ser un mestre de la comèdia i un bon ciutadà. Aquesta citació de ser un bon ciutadà anava dirigida contra Chaplin, ja que en aquell moment era el punt àlgid de la caça de bruixes del Maccarthisme. També compta amb dues estrelles al Passeig de la Fama de Hollywood. I, el 1994, amb la seva imatge es va fer un segell als Estats Units. Clark Kent, l'àlies de Superman, està parcialment inspirat en Harold Lloyd.
Lloyd morí el 8 de març de 1971 a causa d'un càncer de pròstata. Està enterrat en una cripta del Gran Mausoleu de Forest Lawn Memorial Park cementiri a Glendale, Califòrnia.

### Vida personal
Es va casar amb Mildred Davis el 10 de febrer de 1923 a Los Angeles. Junts van tenir tres fills: Gloria Lloyd (1923-2012), Harold Clayton Lloyd, Jr. (1931-1971) i Gloria Freeman (1924–1986) el setembre de 1930, a qui van canviar el nom per Marjorie Elizabeth Lloyd però va ser coneguda com a Peggy durant la major part de la seva vida. Lloyd va desanimar Davis de continuar la seva carrera d'actriu. Més tard va cedir, però en aquell moment la seva carrera professional es va perdre. El 18 d'agost de 1969, Davis va morir a l'Hospital St. John's de Santa Monica, Califòrnia, d'un atac de cor dos anys abans de la mort de Lloyd. Tot i que la seva edat real era un secret guardat, un portaveu de la família en aquell moment va indicar que tenia 66 anys. Altres fonts afirmen que tenia 68 anys en el moment de la seva mort. El seu fill, Harold Clayton Lloyd Jr., que també era actor, va morir per complicacions d'un ictus tres mesos després del seu pare.

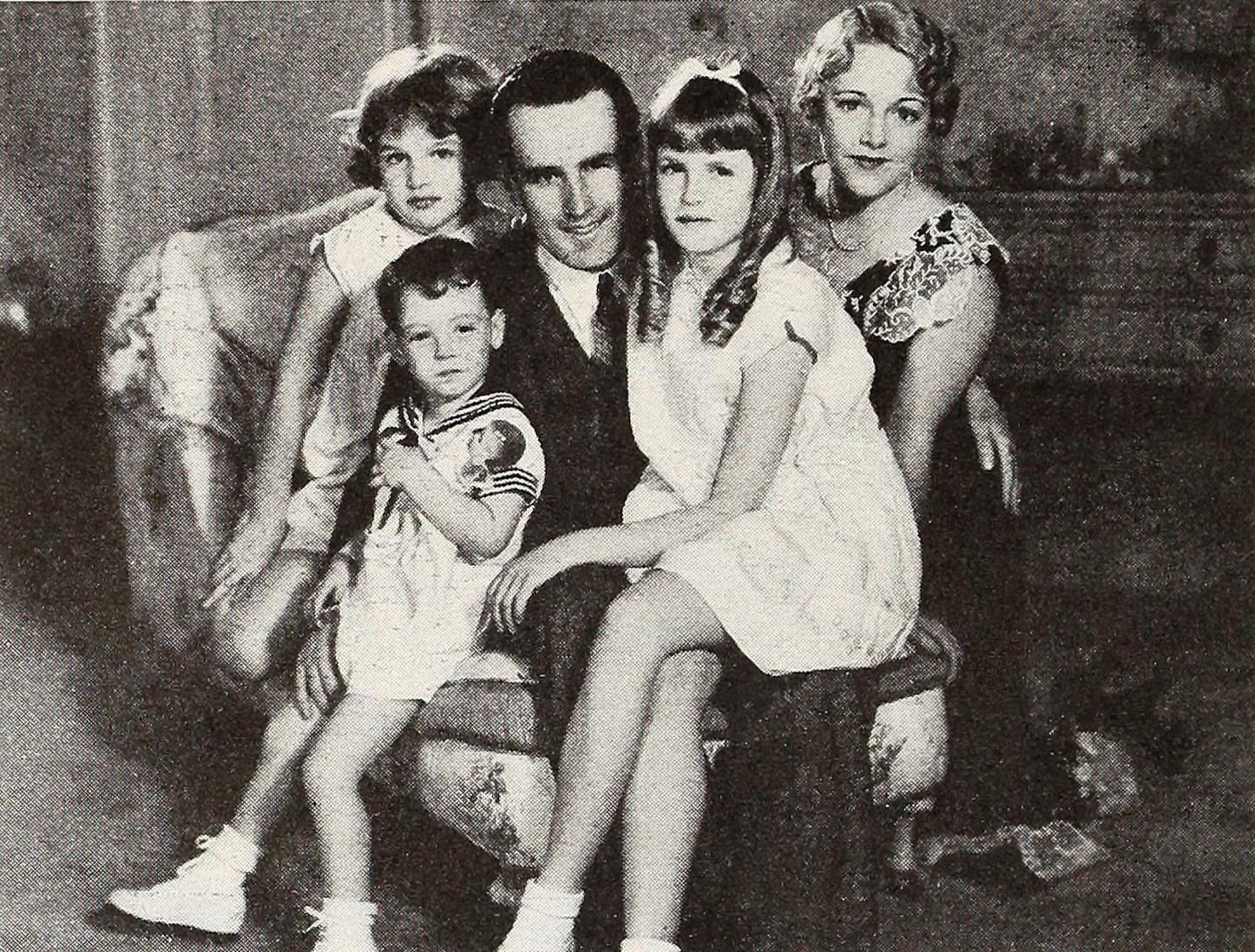
The Lloyds el 1936 (d'esquerra a dreta): Peggy, Harold Jr., Harold, Gloria i Mildred

El 1925, a l'altura de la seva carrera cinematogràfica, Lloyd es va convertir en francmaçó a l'Alexander Hamilton Lodge No. 535 de Hollywood, avançant ràpidament tant pel ritu de York com pel ritu escocès, i després es va incorporar al santuari Al Malaikah a Los Angeles. Va cursar els graus de l’Arc Reial amb el seu pare. El 1926, es va convertir en maçó de ritu escocès 32° a la vall de Los Angeles, Califòrnia. Va ser investit amb el Grau i la Condecoració de Cavaller Comandant de la Cort d'Honor (KCCH) i, finalment, amb l'Inspector General Honorari, 33è grau.
La casa de Lloyd's Beverly Hills, Greenacres, va ser construïda entre 1926 i 1929, amb 44 habitacions, 26 banys, 12 fonts, 12 jardins i un camp de golf de nou forats. Una part de l'inventari personal de Lloyd de les seves pel·lícules mudes (aleshores s'estimava que tenia un valor de 2 milions de dòlars) va ser destruït l'agost de 1943 quan la seva caixa de cinema es va incendiar. Set bombers van quedar ferits mentre inhalaven gas clor de l'incendi. Lloyd va ser salvat per la seva dona, que el va arrossegar a un lloc segur a l'aire lliure després que s'ensorrés a la porta de la sala de cinema. El foc va salvar la casa principal i les dependències. Després d'intentar mantenir la casa com a museu d'història del cinema, com Lloyd havia desitjat, la família Lloyd la va vendre a un desenvolupador el 1975.
Els terrenys es van subdividir però la casa principal i els jardins principals de la finca es mantenen i s'utilitzen freqüentment per a esdeveniments cívics de recaptació de fons i com a lloc de rodatge, apareixent en pel·lícules com Ànimes de metall i Estimats difunts. Està inclòs al Registre Nacional de Llocs Històrics.
Lloyd va ser un republicà que va fer campanya per Thomas E. Dewey i Dwight D. Eisenhower. També va ser membre fundador del Comitè de Hollywood del senador Joseph R. McCarthy.

## Mort
Lloyd va morir de càncer de pròstata el 8 de març de 1971, als 77 anys a la seva casa de Greenacres a Beverly Hills, Califòrnia. Va ser enterrat en una cripta al Gran Mausoleu del cementiri Forest Lawn Memorial Park de Glendale, Califòrnia. La seva antiga coprotagonista Bebe Daniels va morir vuit dies després d'ell, i el seu fill Harold Lloyd Jr. va morir tres mesos després d'ell.

## Honors
El 1927, la seva va ser la quarta cerimònia concreta al Grauman's Chinese Theatre, conservant les seves empremtes de mans, petjades i autògrafs, juntament amb el contorn de les seves famoses ulleres (que en realitat eren un parell d'ulleres de sol amb les lents eliminades). La cerimònia va tenir lloc directament davant del temple maçònic de Hollywood, que era el lloc de reunió de la lògia maçònica a la qual pertanyia.
El 1953, Lloyd va rebre un premi honorífic de l'Acadèmia per ser un mestre còmic i bon ciutadà. La segona citació va ser un desaire a Chaplin, que en aquell moment havia caigut malament amb el Maccarthisme i se li va revocar el visat d'entrada als Estats Units. Independentment dels matisos polítics, Lloyd va acceptar el premi amb bon ànim.
Lloyd va ser homenatjat el 1960 per la seva contribució al cinema amb una estrella al Passeig de la Fama de Hollywood situat al 1503 de Vine Street. El 1994, va ser honorat amb la seva imatge en un segell postal dels Estats Units dissenyat pel caricaturista Al Hirschfeld.
El lloc de naixement de Lloyd a Burchard, Nebraska es manté com a museu i s'obre amb cita prèvia.

## Filmografia seleccionada

### Curts
- Luke's Movie Muddle, 1916
- Why Pick on Me?, 1918
- The Chef / On the Fire, 1919
- Don't Shove, 1919
- His Only Father / The Baby Sitter and the Girl, 1919
- Bumping into Broadway, 1919
- From Hand to Mouth, 1919
- Haunted Spooks, 1920
- Get Out and Get Under, 1920

### Llarmetratges muts
- A Sailor-Made Man, 1921
- Doctor Jack, 1922
- Grandma's Boy, 1922
- Safety Last, 1923
- Why Worry?, 1923
- Girl Shy, 1924
- Hot water, 1924
- The Freshman, 1925
- For Heaven's Sake, 1926
- The Kid Brother, 1927
- Speedy, 1928

### Llargmetratges sonors
- Welcome Danger, 1929
- Feet First, 1930
- Movie Crazy, 1932
- The Cat's-Paw, 1934
- La Via Làctia (The Milky Way), 1936
- Professor Beware, 1938
- Dimecres boig (Sin of Harold Diddlebock), 1947
- Harold Lloyd's World of Comedy, 1962
- The Funny Side of Life, 1963